# Orbită periculoasă
Orbită periculoasă (1969) (titlu original The Jagged Orbit) este un roman science fiction scris de John Brunner. Cartea, al cărei stil narativ și viziune distopică sunt similare romanului publicat în anul precedent, Zanzibar, are exact 100 de capitole, unele cu o lungime de câteva pagini, altele conținând doar o parte dintr-un cuvânt.
Romanul a fost nominalizat la premiul Nebula pentru cel mai bun roman în 1969 și a câștigat premiul BSFA la aceeași categorie în 1970.

## Terminologie
Brunner folosește în carte trei termeni prin care face referire la diverse persoane: "Blank", "Kneeblank" și "Knee".

Ele derivă din cuvintul afrikaans "nieblanke"="care nu este alb" ceea ce duce la:

"Nie" - însemnând "nu", pronunțat ca și "knee" din limba olandeză sau afrikaans.

"Blanke" - însemnând "alb", pronounțat "blank". 

De aici rezultă:

"Knee" - o formă abreviată pentru "Kneeblank".

"Kneeblank" - o persoană care nu e albă.

"Blank" - o persoană care e albă.

## Intriga
În anul 2014, într-o Americă în care tensiunile interrasiale au trecut dincolo de orice limită, Matthew Flamen este un jurnalist de investigație care crede că rețeaua îi sabotează emisiunea, pentru a-l face să renunțe la ea. Investigațiile sale îl conduc către cartelul Gottschalk, care exploatează tensiunile interrasial vânzând arme oricui le poate cumpăra. Însă în interiorul său apare o sciziune între bătrânii conservatori și tinerii ambițioși pregătiți să folosească noua tehnologie computerizată pentru a da câteva lovituri spectaculoase.
Flamen își vizitează soția, Celia, care este pacientă a sanatoriului Mogshack. El ajunge exact în ziua în care doctorii au invitat-o pe Lyla Clay, o femeie care face profeții sub influența unor halucinogene puternice. Reprezentația ei îl pune pe Flamen pe urmele unei noi investigații, în care descoperă că metodele de tratament ale doctorului Mogshack, care se bazează pe calculatoare pentru a trasa comportamente umane ideale, îi îndepărtează pe pacienți de personalitatea lor reală. Dr. Xavier Conroy se opune vehement programului lui Mogshack, dar incapacitatea sa de a ajunge la un compromis îl exilează la un post de profesor dintr-un mic colegiu canadian.
Flamen li se alătură Lylei Clay, lui Xavier Conroy, propagandistului exilat Pedro Diablo și pacientului Harry Madison, care este foarte bun în electronică. În vreme ce țara se află în pragul unui război rasial, ei investighează legăturile dintre cartelul Gottschalk, dr. Mogshack și interferențele pe care Flamen le are în timpul emisiei. Investigația lor îi conduce în cele din urmă la un robot care călătorește prin timp și la un personaj ale cărui influențe telekinetice afectează transmisiunile. 

## Opinii critice
Thomas M. Wagner consideră că romanul reprezintă "una dintre cele mai tranșante distopii [...] poate cel mai bun și accesibil exemplu de conștiință socială (în lipsa unui termen mai bun) al scrierilor SF, necesitând lecturi repetate înaintea de a putea fi identificate toate substraturile sale". El mai remarcă și faptul că "romanul nu este afectat de trecerea timpului, în ciuda faptului că este un produs al erei sale turbulente".
Pe de altă parte, Marc Goldstein observă că romanul "este în general considerat ca fiind cel mai slab dintre cele patru avertismente teribile" și atrage atenția că "criticii sugerează și că Orbită periculoasă nu a îmbătrânit la fel de bine ca și celelalte opere ale lui Brunner. Într-adevăr, descrierea unor State Unite cu orașe-state împărțite pe criterii rasiste este mai apropiată de anxietatea sfârșitului anilor '60 decât de climatul rasial actual, în care principala preocupare o constituie integrarea, nu segregarea". 